# Emanuel Schikaneder
Emanuel Schikaneder (Straubing, 1 de setembro de 1751 — Viena, 21 de setembro de 1812) foi um ator, cantor, diretor de teatro e libretista de ópera alemão.

## Vida
O autor do libreto do singspiel mais famoso da história da ópera, A flauta mágica, nasceu em Straubing em 1751, sendo seu nome completo Emanuel Schikaneder. Sua família, de condição humilde, instigou seu amor pela música desde a infância. Inicialmente, trabalhou como violinista amador, passando sua adolescência e juventude vagando por povoações e cidades, acompanhado por amigos, buscando ocupações musicais esporádicas, inclusive chegando a dormir ao relento.
Após essa fase aventureira, Schikaneder fundou, em conjunto com um grupo de atores com quem havia se encontrado no passado, uma pequena companhia. Inicialmente responsável pela parte musical das produções, posteriormente trocou a música pela atuação, alcançando notável popularidade como uma das principais figuras da companhia de Andreas Schopf.
Nessa época, conheceu a jovem e encantadora atriz e bailarina Eléonore Arth, com quem se casou em 1777. Uma desavença com Schopf levou Schikaneder a ingressar na companhia de Moser. Após inúmeros triunfos nessa nova fase, o futuro autor do libreto de A flauta mágica decidiu tornar-se independente e, com sua própria companhia, obteve grandes sucessos em Munique.

### Viena
Em setembro de 1780, Schikaneder estabeleceu-se em Salzburgo por seis meses. Entre seus admiradores na encantadora povoação austríaca encontrava-se a família Mozart, com a qual iniciou uma afetuosa relação. Mozart admirava profundamente o ator, resultando rapidamente em uma grande amizade. Juntos planejaram colaborar em um grande projeto: Thamos, Rei do Egito. No entanto, em fevereiro de 1781, a aventura foi interrompida, pois Mozart teve que viajar urgentemente para Munique para os preparativos da estreia de Idomeneo. Schikaneder ficou desolado, mas continuou a ganhar fama ao longo dos anos.
Seus espetáculos tornaram-se cada vez mais notáveis, visando satisfazer todos os gostos do público. Como ele mesmo confessou: "Meu único objetivo é trabalhar e ver o que faz maior efeito no palco, simultaneamente enchendo a sala e ganhando dinheiro".
Após ser abandonado por sua esposa, mudou-se para Viena, onde finalmente reencontrou seu grande amigo Mozart. Na capital austríaca, foi contratado como ator e cantor no National Theater. Após superar dificuldades legais, conseguiu estabelecer seu próprio teatro, o Freihaus Theater auf der Wieden, em 1789, com a colaboração do irmão maçom Joseph von Bauernfeld. Com seu instinto empresarial, Schikaneder soube oferecer ao público o que necessitava naquela época, em condições musicais extraordinárias.
Seus cantores e músicos tornaram-se os melhores de Viena, e o Freihaus Theater acabou se tornando o principal concorrente dos teatros locais. Contudo, Schikaneder e Mozart buscavam uma reviravolta, criando o maior espetáculo teatral e musical até então conhecido, uma obra autenticamente alemã que desafiasse a ópera italiana. Assim nasceu A flauta mágica.

## Trabalhos
Obras de Schikaneder  incluem 56 libretos e 45 peças de linguagem falada, entre elas:

### Libreto
- Die Lyranten oder das lustige Elend (The Minstrels, or Merry Misery). Opereta, música de Schikaneder, Innsbruck, ca. 1775.
- Das Urianische Schloss (The Urian Castle) Singspiel, música de Schikander, Salzburgo, 1786.
- Der dumme Gärtner aus dem Gebirge oder die zween Anton (The Silly Gardener from the Hills, or The Two Antons).  Ópera cômica, música de Benedikt Schack e Franz Xaver Gerl . Viena, 1789.
- - Cinco continuações para este último trabalho, incluindo
    - Was macht der Anton im Winter? (What does Anton do in Winter?) Música de Benedikt Schack e Franz Xaver Gerl. Viena, 1790.
    - Anton bei Hofe, oder Das Namensfest (Anton at Court, or The Name-Day) (Viena, 4 de junho de 1791). Mozart ouviu o trabalho em 6 de junho.[5]
- Der Stein der Weisen (The Philosopher's Stone or the Magic Isle). Ópera heróico-cômica, música de Benedikt Schack, Johann Baptist Henneberg , Franz Xaver Gerl, Emanuel Schikaneder e Wolfgang Amadeus Mozart. Viena, 11 de setembro de 1790.[6][7]
- Der Fall ist noch weit seltner (libreto da ópera, Viena 1790; música de Benedikt Schack[8])
- Die Zauberflöte (libreto da ópera, Viena 1791)[6]
- Der Spiegel von Arkadien (The Mirror of Arcadia). Grande ópera heroico-cômica, música de Franz Xaver Süssmayr. Viena, 1794.
- Babylons Pyramiden (libreto da ópera)[6]
- Das Labyrinth oder Der Kampf mit den Elementen. Der Zauberflöte zweyter Theil, ópera heroico-cômica, música de Peter von Winter Viena, 1798.
- Der Tiroler Wastel (libreto da ópera)[6]
- Vestas Feuer (libreto da ópera, Viena 1803)

### Roteiros
- Das abgebrannte Haus[6]
- Der Fleischhauer von Odenburg[6]
- Die Fiaker in Wien[6]